# Anne Goldthwaite
Anne Wilson Goldthwaite (ur. 28 czerwca 1869 w Montgomery, w stan Alabama, Stany Zjednoczone, zm. 29 stycznia 1944 w Nowym Jorku) – amerykańska malarka, graficzka i pedagog. W latach 20. i 30. była znana w nowojorskich kręgach artystycznych jako znacząca malarka i graficzka zajmująca się tematyką amerykańskiego Południa. W latach 1937 i 1938 była prezeską New York Society of Women Artists.

## Życiorys i twórczość
Anne Wilson Goldthwaite urodziła się jako najstarsze z czworga dzieci Richarda Wallacha Goldthwaite’a i Lucy Boyd, wywodzącej się z kolonistów z Virginii. Dziadek Anne ze strony ojca, George Goldthwaite reprezentował stan Alabama w Senacie Stanów Zjednoczonych. Był zapalonym kolekcjonerem sztuki. Do Montgomery przeprowadził się z rodzinnego Bostonu. Ojciec Anne, kapitan Armii Stanów Skonfederowanych, był prawnikiem. Pracował w Montgomery, a następnie w Dallas w Teksasie. Podczas pobytu w Dallas Anne Goldthwaite uczęszczała do Mrs. Coughanour’s „Little ladies School” oraz do szkoły zakonnej prowadzonej przez siostry urszulanki, w Montgomery natomiast do Hamner Hall School. Od czasu pobytu w Dallas Anne Goldthwaite lubiła szkicować i rysować. Gdy miała 21 lat wuj z Nowego Jorku, znawca sztuki, mający znajomości wśród artystów, przekonał ją, aby zajęła się zawodowo malarstwem. Przeprowadziła się na stałe do Nowego Jorku, ale regularnie odwiedzała swój rodzinny stan.
W latach 1903–1906 studiowała w National Academy of Design malarstwo pod kierunkiem Francisa Coatesa Jonesa i akwafortę pod kierunkiem Charlesa Fredericka Williama Mielatza. Pobierała też lekcje u Waltera Shirlawa. W 1906 roku wyjechała do Paryża, gdzie przyczyniła się do założenia Académie Moderne, pracując następnie razem z należącymi do niej artystami. Od czasu do czasu malowała pod kierunkiem Charles’a Guérina. Pobyt w Paryżu wywarł znaczący wpływ na jej spontaniczne malarstwo. Szczególnie dał się odczuć wpływ środowiska Gertrude Stein oraz malarstwa Paula Cézanne’a i Henriego Matisse’a.
Po powrocie do Stanów Zjednoczonych w 1913 roku rozpoczęła działalność jako profesjonalna artystka. W tym samym roku wzięła udział w wystawie Armory Show prezentując dwa obrazy: Kościół na wzgórzu (z ok. 1911) i Amaranthus hypochondriacus (rok nieznany). W latach 1914–1944 mieszkała głównie w Nowym Jorku, Jej mieszkanie i pracownia znajdowały się w Greenwich Village. W komercyjnych galeriach i muzeach Nowego Jorku wystawiano namalowane przez nią portrety, martwe natury i pejzaże przedstawiające Południe Stanów Zjednoczonych, a także, choć w ograniczonej ilości akwaforty i litografie.
W latach 1901–1942 sporządziła około 300 akwafort i litografii, przedstawiających sceny z życia codziennego Nowego Jorku i Montgomery oraz pejzaże, martwe natury i portrety. Pomimo aktywnego uczestnictwa w nowojorskim życiu artystycznym Anne Goldthwaite powracała każdego lata do rodzinnego domu w Alabamie. To tu namalowała swoje najbardziej znane prace przedstawiające sceny rodzajowe Południa. Jej obrazy ukazujące pracujących w polu Afroamerykanów i bujną roślinność dalekiego Południa zyskały jej ogólnokrajowy rozgłos. Edith Halpert, właścicielka Downtown Gallery w Nowym Jorku, zorganizowała w latach 1929–1934 kilka indywidualnych wystaw Anne Goldthwaite.
Jej sympatie społeczno-polityczne były zbieżne z poglądami jej wieloletniej przyjaciółki Katherine Sophie Dreier, która również była uczennicą Shirlawa i wczesną promotorką modernizmu w Ameryce oraz działaczką na rzecz prawa wyborczego dla kobiet. W 1914 roku Katherine Sophie Dreier założyła organizację Cooperative Mural Workshops, stanowiącą połączenie szkoły artystycznej i warsztatów, wzorowaną częściowo na ruchu Arts and Crafts Movement i Omega Workshops Rogera Frya. Do organizacji tej, która funkcjonowała do 1917 roku, należała również Anne Goldthwaite. W 1915 roku weszła ona w skład komitetu organizacyjnego wystawy The Exhibition of Painting and Sculpture by Women Artists for the Benefit of the Woman Suffrage Campaign. W tym samym roku zdobyła nagrodę National Association of Woman Painters and Sculptors oraz brązowy medal na wystawie Pan-Pacific exhibition w San Francisco. W latach 1922–1943 wykładała w Art Students League of New York. W połowie lat 30. otrzymała zlecenie z Treasury Section of Fine Arts (agencji New Deal) na namalowanie murali: Skrzynka na listy (ukończony w Atmore w 1938 roku) i Droga do Tuskegee (ukończony w Tuskegee w 1937 roku).
W latach 1937 i 1938 była prezeską New York Society of Women Artists

## Galeria

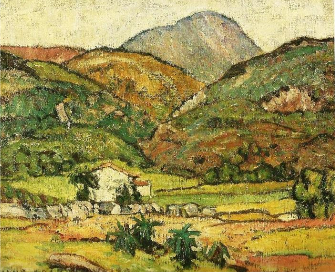
Kościół na wzgórzu, ok. 1911, Armory Show
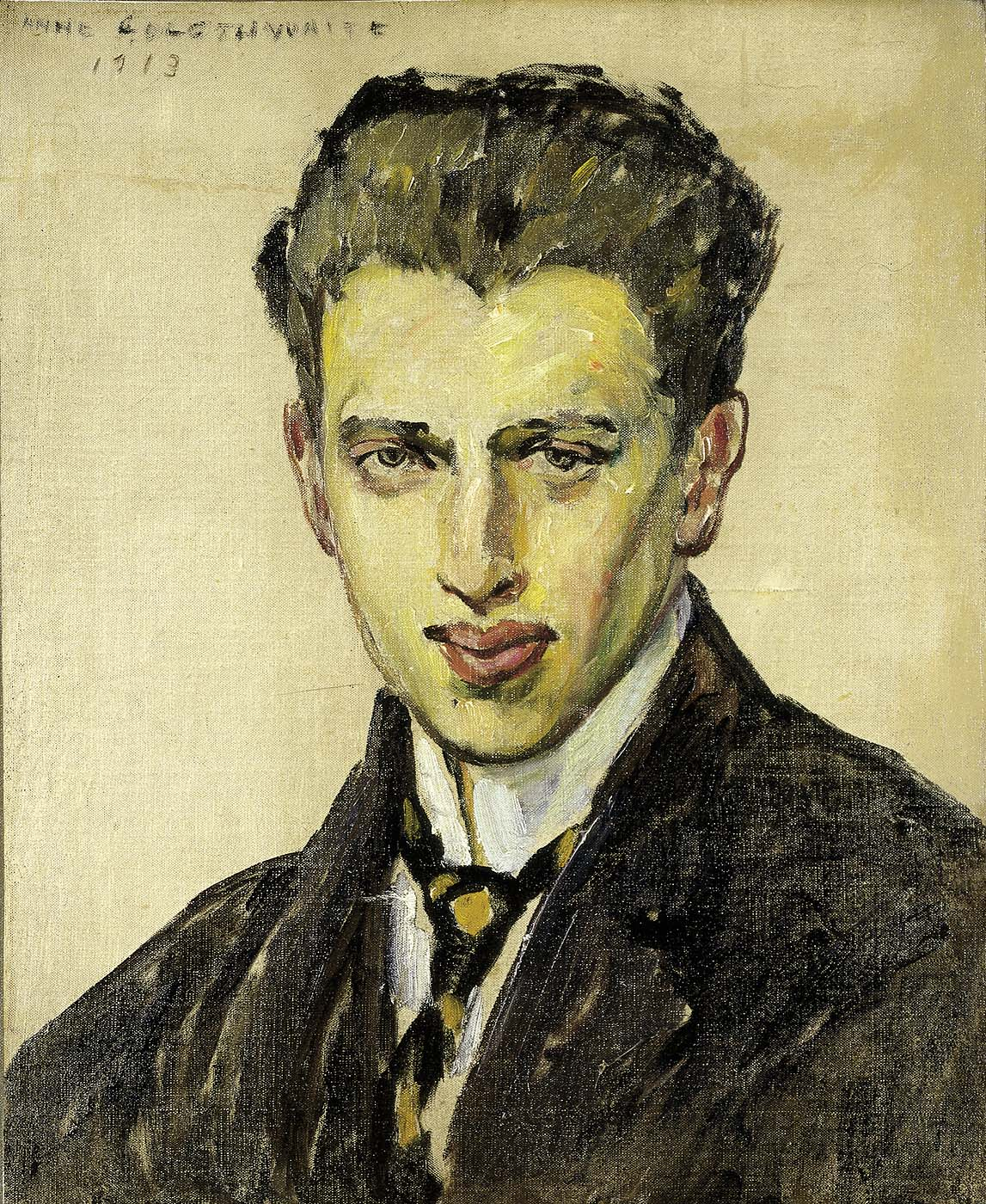
Portret młodego mężczyzny, 1913
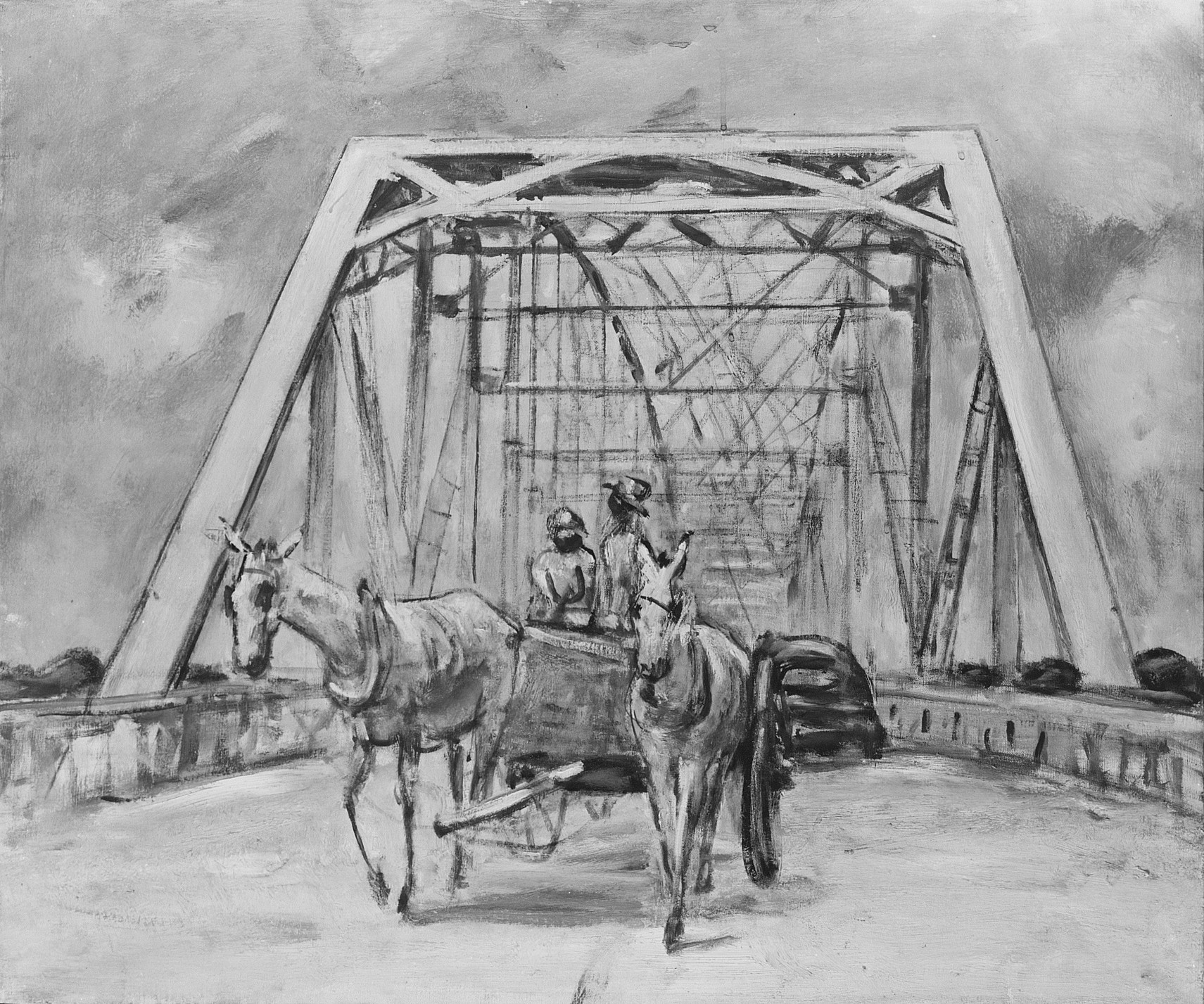
Białe muły na moście, lata '30 XX wieku
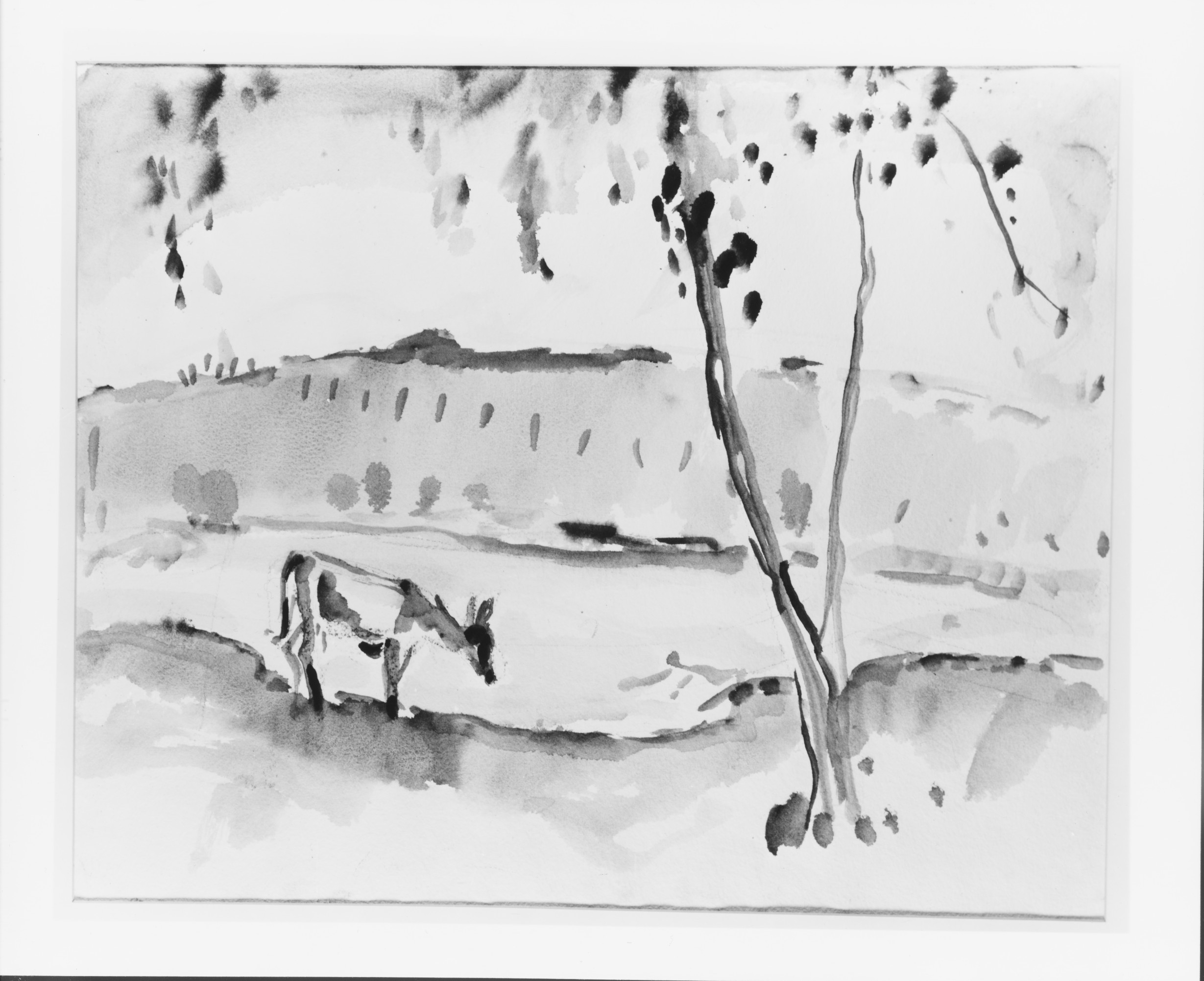
Pastwisko